# Teruelius sabineae
Espèce
Synonymes
- Grosphus sabineae Lourenço & Wilmé, 2016

Teruelius sabineae est une espèce de scorpions de la famille des Buthidae.

## Distribution
Cette espèce est endémique de la région d'Androy à Madagascar. Elle se rencontre vers le cap Sainte-Marie.

## Description
La femelle holotype mesure 55,7 mm.

## Systématique et taxinomie
Cette espèce a été décrite sous le protonyme Grosphus sabineae par Lourenço et Wilmé en 2016. Elle est placée dans le genre Teruelius par Lowe et Kovařík en 2019, dans le genre Grosphus par Lourenço, Rossi, Wilmé, Raherilalao, Soarimalala et Waeber en 2020 puis dans le genre Teruelius par Lowe et Kovařík en 2022.

## Étymologie
Cette espèce est nommée en l'honneur de Sabine Jourdan.

## Publication originale
- Lourenço & Wilmé, 2016 : « Three new species of Grosphus Simon 1880, (Scorpiones: Buthidae) from Madagascar; possible vicariant cases within the Grosphus bistriatus group of species. » Madagascar Conservation & Development, vol. 11, no 2, p. 1-14 (texte intégral).